# Tricheilostoma bicolor
Tricheilostoma bicolor е вид змия от семейство Leptotyphlopidae. Видът не е застрашен от изчезване.

## Разпространение
Разпространен е в Буркина Фасо, Гана, Гвинея, Кот д'Ивоар, Мали, Нигер, Нигерия, Того и Чад.